# Soko J-21 Jastreb
Il Soko J-21 Jastreb ("Falco") è un monomotore a getto multiruolo ad ala dritta progettato e realizzato dall'azienda jugoslava SOKO all'inizio degli anni sessanta.
Sviluppato sulla base del progetto del precedente G-2 Galeb vennero utilizzati inizialmente come addestratori nelle scuole di volo della Jugoslovensko ratno vazduhoplovstvo i protivvazdušna odbrana e nell'allora pattuglia acrobatica nazionale Leteće zvezde.

## Storia del progetto
Il Soko J-21 Jastreb è un aereo da addestramento/attacco/ricognizione progettato e realizzato in Jugoslavia all'inizio degli anni sessanta sulla base del progetto del G-2 Galeb.
Questi aerei, progettati per addestramento ma con la possibilità di essere adattati per azioni di attacco, sono stati prodotti dalla Soko a Mostar, in Bosnia ed Erzegovina fino agli anni ottanta e vennero anche usati per la ricognizione. Alcuni aerei vennero venduti anche alla Libia e sono ancora operativi.
La versione da addestramento è bi-posto, mentre quella di attacco/ricognizione è monoposto.
Dal 1984 al 1990 i J-21 Jastreb hanno fatto parte delle Leteće zvezde (Stelle volanti), la pattuglia acrobatica dell'aviazione jugoslava e per la loro caratteristica colorazione gialla venivano soprannominati Kanarinci.
Con la dissoluzione della Jugoslavia questi aerei vennero utilizzati intensamente tra il 1991 e il 1995 dalle Forze aeree della Federazione Jugoslava e della Republika Srpska durante la guerra. Con gli accordi di Dayton e l'accordo SALT (Trattato sulla limitazioni della armi strategiche) 66 esemplari vennero ritirati dal servizio dalla Federazione Jugoslava. Oltre che quelli in forza alla Libia alcuni esemplari sono ancora in servizio come aerei da trasporto nella Repubblica Serba di Bosnia ed Erzegovina.

## Versioni
- J-1 Jastreb - monoposto per attacco e ricognizione.
- J-1E - versione di esportazione venduta alla Libia.
- RJ-1 - monoposto per la ricognizione strategica.
- RJ-1E - Versione esportazione della versione RJ-1.
- JT-1 - Versione bi-posto di addestramento

## Utilizzatori

### Attuali
Libia
- Al-Quwwat al-Jawwiyya al-Libiyya - 34 esemplari

### Passati
Jugoslavia
- Jugoslovensko ratno vazduhoplovstvo i protivvazdušna odbrana
  - Leteće zvezde

 Jugoslavia
- Ratno vazduhoplovstvo i PVO Vojske Jugoslavije /Srbije i Crne Gore

 Repubblica Serba
- Ratno Vazduhoplovstva i protivvazdušna odbrana Vojske Republike Srpske

 Croazia
- Hrvatsko Ratno Zrakoplovstvo i Protuzracna Obrana - Un G-2 catturato dalla forza aerea della Krajina.

 Zambia
- Zambian Air Force and Air Defence Command

operò con un numero imprecisato (forse 18) di J-1 che furono consegnati nei primi anni settanta.